# العلاقات السودانية النيكاراغوية
العلاقات السودانية النيكاراغوية هي العلاقات الثنائية التي تجمع بين السودان ونيكاراغوا.

## مقارنة بين البلدين
هذه مقارنة عامة ومرجعية للدولتين:
| وجه المقارنة                                              | السودان                     | نيكاراغوا        |
| --------------------------------------------------------- | --------------------------- | ---------------- |
| المساحة (كم2)                                             | 1.89 مليون                  | 130.38 ألف       |
| عدد السكان (نسمة)                                         | 40.53 مليون                 | 6.22 مليون       |
| الكثافة السكانية (ن./كم²)                                 | 21.44                       | 47.71            |
| العاصمة                                                   | الخرطوم                     | ماناغوا          |
| اللغة الرسمية                                             | اللغة العربية، لغة إنجليزية | اللغة الإسبانية  |
| العملة                                                    | جنيه سوداني                 | كوردبا نيكاراغوا |
| الناتج المحلي الإجمالي (بليون دولار)                      | 117.49 مليار                | 13.81 مليار      |
| الناتج المحلي الإجمالي (تعادل القوة الشرائية) بليون دولار | 176.55 مليار                | 31.63 مليار      |
| الناتج المحلي الإجمالي الاسمي للفرد دولار أمريكي          | 2.41 ألف                    | 2.09 ألف         |
| الناتج المحلي الإجمالي للفرد دولار أمريكي                 | 4.07 ألف                    | 4.92 ألف         |
| مؤشر التنمية البشرية                                      | 0.479                       | 0.631            |
| رمز المكالمات الدولي                                      | +249                        | +505             |
| رمز الإنترنت                                              | سودان                       | .ni              |
| المنطقة الزمنية                                           | ت ع م+03:00، ت ع م+02:00    | 00               |

## منظمات دولية مشتركة
يشترك البلدان في عضوية مجموعة من المنظمات الدولية، منها:
| علم المنظمة | اسم المنظمة                               | تاريخ انضمام السودان | تاريخ انضمام نيكاراغوا |
| ----------- | ----------------------------------------- | -------------------- | ---------------------- |
|             | الاتحاد البريدي العالمي                   | ?                    | ?                      |
|             | يونسكو                                    | 26 نوفمبر 1956       | 22 فبراير 1952         |
|             | البنك الدولي للإنشاء والتعمير             | 5 سبتمبر 1957        | 14 مارس 1946           |
|             | وكالة ضمان الاستثمار متعدد الأطراف        | 7 نوفمبر 1991        | 12 يونيو 1992          |
|             | الاتحاد الدولي للاتصالات                  | 23 أكتوبر 1957       | 12 مايو 1926           |
|             | مؤسسة التمويل الدولية                     | 21 أكتوبر 1960       | 20 يوليو 1956          |
|             | منظمة الشرطة الجنائية الدولية             | ?                    | ?                      |
|             | الأمم المتحدة                             | 12 نوفمبر 1956       | 24 أكتوبر 1945         |
|             | مؤسسة التنمية الدولية                     | 24 سبتمبر 1960       | 30 ديسمبر 1960         |
|             | منظمة حظر الأسلحة الكيميائية              | ?                    | ?                      |
|             | المركز الدولي لتسوية المنازعات الاستشارية | 9 مايو 1973          | 19 أبريل 1995          |

## وصلات خارجية
- موقع وزارة الخارجية السودانية
- موقع وزارة الخارجية النيكاراغوية